# .gs
.gs ist die länderspezifische Top-Level-Domain (ccTLD) von Südgeorgien und den Südlichen Sandwichinseln. Sie wurde am 31. Juli 1997 eingeführt und der Regierung des Landes zugeteilt. Der operative Betrieb erfolgt durch die Atlantis North Limited, das Unternehmen hat seinen Sitz in Dundee.

## Eigenschaften
Insgesamt darf eine .gs-Domain zwischen drei und 63 Zeichen lang sein und nur alphanumerische Zeichen beinhalten.